# Cruz de los Caminos
Cruz de los Caminos é uma localidade uruguaia do departamento de Tacuarembó, na zona nordeste do departamento, banhada pelo Arroyo Caraguatá. Está situada a 116 km da cidade de Tacuarembó, capital do departamento.

## Toponímia
É chamada de "Cruz de los Caminos" por se localizar no cruzamento entre as rutas nacionales 26 e 6. Também se chama como "Cuchilla de Caraguatá".

## História
A localidade surgiu nos anos 1960 fruto da expansão da região de Las Toscas de Caraguatá.

## População
Segundo o censo de 2011 a localidade contava com uma população de 463 habitantes.
| Variação demográfica do município entre 2004 e 2011 |
|                                                     |

## Geografia
Cruz de los Caminos se situa próxima das seguintes localidades: ao norte, Las Toscas de Caraguatá, a sudeste, Tres Islas (departamento de Cerro Largo), ao sul, Rincón de Pereira e ao noroeste, Punta de Carretera.

## Autoridades
A localidade é subordinada diretamente ao departamento de Tacuarembó, não sendo parte de nenhum município tacuaremboense.

## Religião
A localidade possui uma capela "Santa Ana", subordinada à paróquia "Santissimo Sacramento e Santa Terezinha" (cidade de Las Toscas de Caraguatá), pertencente à Diocese de Tacuarembó.

## Transporte
A localidade possui a seguinte rodovia:
- Ruta 26, que liga o município de Río Branco (Departamento de Cerro Largo) - Ponte Internacional Barão de Mauá / Jaguarão (Rio Grande do Sul) e a BR-116 - à cidade de Lorenzo Geyres (Departamento de Paysandú).
- Ruta 06, que liga Montevidéu à Paso Hospital (Departamento de Rivera) (Fronteira Brasil-Uruguai) - e a uma estrada que continua até a cidade gaúcha de Bagé - (Arroio São Luís);[8][9][10]